# Бахтияр, Шапур
Шапу́р Бахтия́р (перс. شاپور بختیار‎ — šâpur baxtiyârо файле, 26 июня 1914 — 6 августа 1991) — иранский государственный и политический деятель, последний премьер-министр монархического Ирана (январь—февраль 1979 года) в период исламской революции. Представитель семьи бахтиарской элиты.
Один из видных деятелей либеральной оппозиции шахскому режиму. Возглавил кабинет по приглашению шаха Пехлеви на фоне резкого обострения обстановки в стране. Осуществил амнистию политзаключённых и распустил шахскую тайную полицию, отменил цензуру в печатных изданиях (к этому времени все газеты страны бастовали), ослабил режим военного положения и попросил оппозицию дать ему три месяца до выборов в учредительное собрание, решавшего судьбу монархии и будущую форму государственного правления Ирана. Однако Бахтияр не смог сформировать правительство народного доверия и ушёл в отставку спустя 37 дней после назначения. В период правления Бахтияра шах Мохаммед Реза Пехлеви и шахская семья покинули страну.
По словам историка Аббаса Милани: «не раз тоном жалобы он напоминал народу об опасностях клерикального деспотизма и о том, что фашизм мулл будет мрачнее любой военной хунты».
После революции эмигрировал в Париж, где продолжил заниматься политической деятельностью. Выступал против исламской республики, обвинялся иранскими властями в организации попытки военного переворота в 1980 году. Был убит в 1991 году, предположительно, по заказу иранской спецслужбы.

## Ранние годы
Шапур Бахтияр родился 26 июня 1914 года на юго-западе Ирана в семье Мохаммеда Резы (Садар-э-Фатих) и Наз-Байгом. Его дед по материнской линии, Наджаф Коли-хан Бахтияри, дважды назначался премьер-министром страны (с июля 1911 по январь 1913; май-август 1918).
Мать Шапура умерла, когда ему было семь лет. Его отец был казнен Реза Шахом в 1934 году, когда Шапур учился в Париже. Начальную школу посещал в Шехре-Корде, в средней школе учился сперва в Исфахане, затем в ливанском Бейруте, где и получил диплом об окончании французской школы. Он учился в Бейрутском университете два года. Затем он и его двоюродный брат Теймур Бахтияр отправились в Париж для получения дополнительного университетского образования, где Шапур посещал Колледж политических наук.

## Пребывание во Франции
В 1936 году отбыл во Францию. Там он получил докторские степени по философии, политологии, праву, изучал право и философию в Сорбонне. Как твёрдый противник тоталитарного метода правления, отправился в Испанию, чтобы сражаться в Испанской гражданской войне против сил генерала Франко. В дальнейшем, в 1940 году записался во Французский Иностранный легион. Живя в Сен-Никола-дю-Пелеме, Шапур участвовал в Движении Сопротивления в составе 30-го артиллерийского полка Орлеана против нацистской Германии. Бахтияр прослужил в армии 18 месяцев.

## Политическая карьера
В 1946 году Шапур Бахтияр вернулся в Иран. Вступил в социал-демократическую «партию Ирана» в 1949 году и возглавил её молодёжную организацию.
В 1951 году назначен в министерство труда, на пост директора департамента провинции Исфахан, а впоследствии и провинции Хузестан — центра нефтедобывающей промышленности. В 1953 году в стране у власти был Мохаммед Мосаддык, в августе его свергли. В период его премьерства Бахтияр успел побывать заместителем министра труда.

### В оппозиции шахскому режиму
После реставрации шахской власти в результате путча, инспирированного США и Англией, Бахтияр остался в оппозиции, критикуя политику шаха. В середине 1950-х он был вовлечён в подпольную деятельность, направленную против деспотичного режима, в период избирательной кампании к выборам в меджлис 1954 года распространял призывы к открытости и честности процесса, стремился оживить национальное движение. В 1960 году был создан «Второй Национальный Фронт», в котором Бахтияр играл весьма значительную роль, будучи главой студенческих активистов организации. Он и его единомышленники отличались от прочих оппозиционеров умеренными взглядами, ограничивая свою активность мирными демонстрациями протеста и призывами к восстановлению демократических прав в рамках конституционной монархии. Но даже столь умеренные инициативы не склонили шаха к сотрудничеству, деятельность Фронта он запретил, многие видные либералы оказались за решёткой.

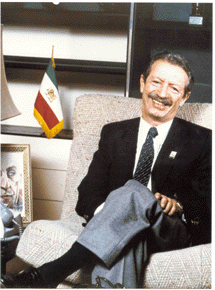
Шапур Бахтияр в 1978 году

С 1964 по 1977 год имперский режим не допускал каких-либо форм антигосударственной активности, даже от таких сдержанных либералов как Шапур Бахтияр. За это время он неоднократно попадал в тюрьму за свои убеждения, в общей сложности отсидев шесть лет. За это время он вырос до заместителя главы Национального Фронта к концу 1977 года, когда группа была преобразована в Союз Сил Национального Фронта с Бахтияром во главе Иранской партии (самое многочисленное подразделение Фронта).

### Последний премьер-министр шахского правительства
С начала 1978 года в Иране шли массовые демонстрации против шахского режима, а в конце 1978 года обстановка в стране резко накалилась. Надежды шаха на подавление протестов военным кабинетом во главе с генералом Азхари не оправдались.
Дальнейшие переговоры о формировании правительства были проведены с Шапуром Бахтияром, который происходил из знатной семьи племени Бахтиаров. Шапур Бахтияр был единственным кандидатом из «Национального фронта», который, несмотря на то что его не поддержали коллеги по партии, был готов занять пост премьер-министра по предложению шаха.
4 января 1979 года Мохаммед Реза Пехлеви назначил премьер-министром страны Бахтияра, одного из лидеров оппозиционного движения. Во время аудиенции в шахском дворце Ниаваран, Бахтияр сказал шаху: «Ваш отец убил моего отца, а вы посадили меня в тюрьму. У меня не должно быть никакой личной преданности вашему режиму. Но я верю, что Иран не готов к демократической республике, по крайней мере ещё пятьдесят лет… На данный момент, однако, наша самая важная задача — остановить этих варваров». Несмотря на эту личную враждебность, Шапур Бахтияр, в этой сложной политической ситуации был готов поставить интересы страны выше своей личной неприязни к Мохаммеду Реза Пехлеви.
Бахтияр согласился занять эту должность из опасения перерастания ситуации в революционную и прихода к власти коммунистов и исламистов. В глазах Бахтияра это означало бы гибель Ирана.
Программа Бахтияра, которую он изложил в выступлении по радио и на пресс-конференции 4 января, предусматривала осуществление всех демократических требований, выдвигавшихся в ходе антимонархического движения. Вместе с тем Бахтияр не настаивал на свержении монархии, не без основания полагая, что в случае выдвижения этого лозунга армия может совершить государственный переворот и установить военную диктатуру.
В общем контексте развития революции отставка генерала Овейси являлось незначительным явлением, но в контексте поляризации политических сил и социальных потрясений в обществе, его отставку можно квалифицировать как снижение морального духа у солдат, которыми он командовал. Его уход, по мнению администрации Джимми Картера, сократил возможность военного переворота генералов-роялистов, которые установили бы диктатуру с последующим разгромом революции.
Не дожидаясь формального утверждения правительства парламентом, Бахтияр начал проводить в жизнь свою программу. 5 января он объявил об отмене цензуры печати, и на следующий день, впервые после двухмесячного перерыва, вышли газеты. Было отменено военное положение в Ширазе, и Бахтияр пообещал немедленно отменить военное положение по всей стране, если духовенство прекратит подстрекать массы на выступления. Был издан указ об освобождении 266 политических заключенных. Бахтияр внес на рассмотрение парламента законопроект о роспуске САВАК.
В этой обстановке тревогу вызывали и возможные акции США. Помощник президента США по национальной безопасности Збигнев Бжезинский настаивал на безоговорочной поддержке режима шаха; в то же время группа руководящих сотрудников госдепартамента считала, что дни шахской монархии сочтены, и рекомендовали начать диалог с религиозной оппозицией.
Хомейни, понимая, что от позиции правящих кругов США будет многое зависеть, изменил тон. В интервью американскому журналисту аятолла заявил, что готов начать новую главу в отношениях с США, если Белый дом перестанет поддерживать шахский режим. «Наши отношения, — отметил Хомейни, — будут зависеть только от американского правительства. Если правительство США перестанет вмешиваться в наши дела и будет уважать нашу страну, мы будем вести с ним дела соответствующим образом». В других своих выступлениях Хомейни намекнул, что может согласиться на пребывание в стране американских советников, если они не будут действовать во вред Ирану. Незадолго до отъезда шаха Хомейни вновь заявил, что, как только США перестанут поддерживать шаха и Бахтияра, «они завоюют наше уважение».
Ситуация стала настолько серьёзной, что администрация Картера решила срочно направить в Тегеран генерала ВВС Роберта Хайзера (заместитель командующего Европейского командования Вооружённых сил США) с секретной миссией, чтобы призвать руководство вооруженных сил Ирана поддержать и объединиться вокруг Временного правительства. По словам представителя госдепартамента, перед генералом Хайзером была поставлена задача убедить шахских генералов отказаться от планов военного переворота и поддержать правительство Бахтияра.
Генерал Хайзер встретился с новым начальником Генерального штаба иранской армии генералом Аббасом Карабаги (ранее был командующим жандармерии). Генерал Хайзер призвал генерала Карабаги избегать поспешных военных действий против демонстрантов, особенно в случае осуществления верными шаху генералами военного переворота, которая привела бы к свертыванию американской военной помощи.
Роберт Хайзер также предложил Аббасу Карабаги, чтобы иранские командиры начали разработку своих собственных планов для любых сценариев развития событий. Он далее рекомендовал, чтоб иранские военные лидеры начали интенсивные встречи друг с другом, чтобы узнать, как осуществить координацию связи и совместное планирование будущих действий. Генерал Карабаги в ответ Хайзеру указал на то, что он не может провести подобные «рискованные» действия, в случае если шах покинет страну.
Генерал Хайзер, хотя публично и осуждал возможность военного переворота, на самом деле американская военная миссия под начальством Хайзера имела намерения узнать позицию иранского генералитета в отношении происходящих событий и их взаимоотношения с новым правительством Бахтияра. Генерал Хайзер выступал в качестве представителя Соединённых Штатов со специальной миссией разработать несколько вариантов действий, которые включали планы на «поощрение иранских военных, чтобы поддержать правительство Бахтияра; план возможных прямых военных действий, если это потребуется для укрепления гражданского режима; поддержка военного переворота со стороны иранских силовиков, если общественный порядок рухнет под натиском революционеров».
6 января премьер-министр Бахтияр на пост военного министра назначил генерала Ферейдуна Джема. Генерал Джем занимал должность начальника штаба иранской армии в течение продолжительного времени. В 1971 году шах отправил его в отставку.
Преемником генерала Овейси на посту военного губернатора Тегерана Бахтияр назначил генерал-лейтенанта Мехди Рахими Лариджани, который был заместителем Овейси и считался более умеренных взглядов, чем его бывший командир.
7 января Хомейни опубликовал послание «К народу Ирана», где правительство Бахтияра им объявлялось незаконным. Поддержать Шапура Бахтияра в проведении демократических преобразований духовенство отказалось.
8 января шах назвал дату своего отъезда — 16 января. Он сделал ещё одну попытку расколоть альянс Национального фронта с духовенством, предложив Кариму Санджаби занять пост главы Регентского совета, с тем чтобы ключевые посты в государстве находились в руках представителей буржуазии. Однако Санджаби не рискнул порвать с Хомейни и отказался принять это предложение. Близкий отъезд шаха взволновал генералитет. Командующий парашютно-десантными войсками генерал Манучехр Хосроудад, фактический лидер группировки генералов-ультрароялистов, по этому поводу заявил: «В настоящее время Его Величество не намерен покинуть страну даже для отдыха, поскольку, если он уедет, власть в стране захватят коммунисты. Армия никогда с этим не согласится, а также не признает режим во главе с Бахтияром». Генерал Хосроудад добавил, что, если Бахтияр будет настаивать на отъезде шаха, армия попросту возьмет власть в свои руки. Шах отреагировал молниеносно: пользуясь полномочиями верховного главнокомандующего, он снял генерала Хосроудада с его поста и отправил в отдаленный гарнизон.
Лидеры религиозной оппозиции понимали, что армия стала главной силой в политической борьбе. По мнению лидеров религиозной оппозиции, если армия в отсутствие шаха подчинится Бахтияру, а тот, укрепив свои позиции, осуществит демократические реформы, удовлетворив тем самым основные требования оппозиции, то это похоронит надежды духовенства на завоевание власти. Поэтому Хомейни выступил с несколькими обращениями к армии. В своих заявлениях он подчеркнул, что иранский народ нуждается в армии и уважает её, что военные — не враги народа, а его друзья, что несколько «изменников-генералов» ещё не представляют всю армию. Одновременно Хомейни обрушился с резкими нападками на левые организации, обвинив их в том, что своими призывами к вооруженной борьбе, нападениями «на армию, на солдат, на мэрии и другие государственные и военные учреждения» они провоцируют армию на «расправу над беззащитным народом» и на осуществление военного переворота.
Всенародное движение не было монолитным. Множество группировок объединяла ненависть к шахскому режиму, но каждая преследовала свои цели, недооценивала влияние духовенства и рассчитывала воспользоваться завоеваниями революции по-своему. Из тюрем выходили непримиримые коммунисты из партии «Туде», вливались в революционное движение, пробивались в его руководство, создавали все новые ячейки. Левые организации, «Моджахедин-э Халк» и «Федаин-э Халк», опираясь на заслуги в вооруженной борьбе против шахского режима, напоминая о жестокой расправе САВАК с ними, привлекали в свои боевые ряды многих молодых людей.
Несмотря на то, что назначение планировалась шахом как уступка протестующим, правительство Бахтияра не располагало реальной базой сторонников. Сторонники аятоллы Рухоллы Хомейни, на поддержку которых не в последнюю очередь рассчитывал Пехлеви, выступили против нового кабинета. Аятолла Хомейни заклеймил премьера как предателя и шахского коллаборациониста, объявил его правительство «нелегитимным» и «нелегальным», и призвал к свержению монархии. Национальный фронт исключил Бахтияра из своих рядов за сотрудничество с шахским режимом. Нелояльны Бахтияру были и вооружённые силы, расколотые на сторонников нейтралитета и выступавших за жестокое подавление протестов. О неподчинении новому правительству открыто заявил командующий сухопутными войсками генерал Бадреи, считавший Бахтияра временщиком. В действительности Бахтияр мог рассчитывать на поддержку весьма незначительной группы прошахских лоялистов и умеренных продемократических элементов.
10 января, бывший командующий имперской гвардии «бессмертные» генерал-лейтенант Абдол-Али Бадрей был назначен командующим иранскими сухопутными войсками, вместо ушедшего в отставку генерала Овейси. Если генерал Овейси одновременно был и военным губернатором Тегерана, и командующим иранской армией, данные позиции впоследствии были разделены, в попытке предотвратить концентрацию слишком большой власти в руках одной личности.
Имперская гвардия «бессмертные» были самым боеспособным и элитным подразделением вооруженных сил Ирана. Генерал Бадрей взял на себя командование теми подразделениями шахской армии, которые были наиболее враждебно настроены по отношению к революции. К тому времени, правительство Бахтияра проявило себя как некомпетентное в создавшейся революционной обстановке, и оно рассматривалось военными как «бездарное» руководство. Генерал Бадрей публично заявил о том, что армия отказывается следовать курсу Бахтияра.
Шапур Бахтияр был вынужден назначить генерала Джафара Шафаката на пост военного министра, вместо генерала Ферейдуна Джема. В отличие от большинства его коллег, генерал Шафакат считался более умеренным во взглядах, который благоприятствовал утверждению гражданского правления нового премьера, хотя он мало верил в мирное разрешение политического кризиса. Генерал Шафакат заменил генерала Джема на посту военного министра по велению шаха, поскольку тот не хотел, чтобы генерал Джем имел возможность назначать руководителей вооруженных сил. Опасаясь переворота военных (генерал Джем был одним из тех силовых министров шаха, которые были готовы осуществить государственный переворот с последующим установлением военной диктатуры во главе с «сильным» генералом), шах также отказался дать руководителям вооруженных сил согласие на участие генерала Джема в заседаниях высшего генералитета. В свете этих новых событий, появились спекуляционные заявления относительно возможности осуществления военного переворота без согласованности с шахом, хотя генералитету заранее была известна позиция шаха относительно подобного развития событий.
11 января Шапур Бахтияр предоставил меджлису программу своего правительства. Она предусматривала:
- предание суду государственных деятелей, виновных в коррупции и злоупотреблении властью, а также тех сотрудников САВАК, которые принимали участие в расправах над народом[34];
- роспуск САВАК; освобождение и реабилитацию всех политических заключенных, лишенных свободы с августа 1953 г. (с момента переворота «Аякс»)[35];
- отмену военного положения по мере стабилизации политической ситуации[36];
- выплату компенсации политическим заключенным, а также семьям погибших в тюрьмах и во время расстрелов демонстраций[37];
- присвоение наименования «шахид» («мученик за веру») лицам, погибшим в период антимонархического движения; проведение выборов в парламент на основе равного и свободного голосования;
- высылку из страны всех иностранных советников, деятельность которых противоречит национальным интересам[38];
- восстановление экономики и исправление перегибов, допущенных шахским режимом;
- разрыв договоров и соглашений с «империалистическими державами», противоречащих национальным интересам[39];
- проведение политики добрососедства, уважения суверенитета и территориальной целостности;
- разрыв отношений и прекращение экономического сотрудничества, в том числе и поставок нефти, с Израилем и ЮАР[40].

В программе особо подчеркивалось, что правительство Бахтияра намерено с уважением относиться к религиозным деятелям и прислушиваться к их мнению при решении основных проблем иранского общества.
12 января аятолла Хомейни образовал Совет Исламской революции, который занялся образованием революционного временного правительства для разработки конституции исламской республики в пост-монархическом Иране. Сильные волнения наблюдались во многих провинциях страны. Например, в Ширазе обезумевшая толпа разгромила штаб-квартиру отделения САВАК, телекс, фото-радиоаппаратура, досье были торжественно сожжены, заместитель начальника отделения тайной полиции был растерзан толпой. Пожары пылали в Абадане, исламисты поджигали кинотеатры в Бушире, осуществляли нападения на пивные и винные заводы, рестораны и дискоклубы.
15 января на пресс-конференции начальник Генерального штаба генерал Аббас Карабаги заявил, что после отъезда шаха армия не намерена совершать военный переворот: «Это все сплетни и проявление холодной войны. Такая проблема перед армией не стоит. Как я уже говорил, долг армии — защита благополучия народа. У нас нет других намерений, кроме поддержки законного правительства». Таким образом, позиция армии определилась: она смирилась с неизбежным отъездом шаха и согласилась терпеть правительство Бахтияра.
Могучее, беспрецедентное по охвату широких слоев населения, ежедневному накалу и самопожертвованию движение исламистов, коммунистов и либералов заставило шаха принять решение об отъезде из страны.
Шах, который оттягивал свой отъезд до урегулирования отношений между армией и правительством Бахтияра, больше не было причин откладывать его. 16 января 1979 года шах и шахиня Фарах покинули Иран, как оказалось, навсегда .
По случаю отъезда шаха Хомейни выступил с обращением к народу. В частности, аятолла заявил следующее: «Отъезд шаха — первый этап нашей победы. Впереди много трудностей. Народ должен сознавать, что отъезд шаха — это ещё не победа, а только предвестник победы». Хомейни призвал все население страны и оппозиционные шахскому режиму группы объединиться, «подать друг другу руку и отложить в сторону все партийные и религиозные разногласия». Вместе с тем Хомейни призвал народ «не позволять мятежникам укрепляться в городах и деревнях. Я предупреждаю всех тех, кто создает беспорядки и ведет злонамеренную пропаганду против иранского народа в интересах иностранцев и правительств сверхдержав и, пользуясь моментом, намерен поднять мятеж, я предупреждаю их, что, если они будут так поступать, их судьба будет печальной и они понесут наказание. Но если они раскаются, то Бог, благословенный и всевышний, примет их раскаяние. Они должны упасть в объятия народа, и народ примет их в свои объятия».
Наблюдая, как будут развиваться события с правительством Бахтияра, иранские вооруженные силы под руководством начальника Генерального штаба издали предупреждение всем должностным лицам (в первую очередь в адрес генералов-ультрароялистов), которые могли были быть втянуты в запланированный переворот военных, при этом заявив, что они будут «разгромлены». Генерал Карабаги подчеркнул необходимость избегать конфликтов между вооруженными силами и антишахскими группировками в Иране. Подчеркивая важность национальной солидарности, Карабаги заявил, что, в случае если произойдет таковой конфликт между ними, «ни армия, ни народ не выживут». Далее Карабаги заявил, что армия будет поддерживать «любое правовое управление», напомнив, что армия не раз была объектом «провокации» во время демонстрации в различных городах и выпустил суровое предостережение для антиправительственных сил не «провоцировать» армию, чья обязанность заключается в том, чтобы поддерживать порядок. В то же время, Хомейни призвал народ к «сохранению общественного порядка и завоевать поддержку вооруженных сил». В Париже, дипломатический корпус был удивлен тем, что аятолла Хомейни в умеренном тоне говорил об армии, и его стремлением включить вооруженные силы в структуру новой власти пост-монархического Ирана. Дипломаты проигнорировали тот факт, что Хомейни в действительности желает получить полный политический контроль над армией для использования её в качестве инструмента для содействия процессу перехода от монархии к Исламской Республике.
17 января в г. Ахвазе, одном из центров нефтепереработки, шахскими войсками была расстреляна 200-тысячная демонстрация оппозиции. Избиение «дубинщиками» — сторонниками шаха — её участников. Этот день известен как «Ахвазская трагедия». Вооружённые стычки принимали драматический и ожесточенный характер. Число погибших оценивалось от 10 до более 100. Акты насилия приняли неожиданный поворот, когда офицер сказал своим подчиненным, что шах покинул Иран, и то, что они должны подчиняться премьер-министру Бахтияру. Три офицера и неустановленное число солдат из состава 92-го бронетанкового батальона вышли на улицы и выкрикивая «Шах должен вернуться» начали стрелять в демонстрантов. Они были задержаны и содержались в камере в течение нескольких часов. Данный инцидент подогревал оппозиционные настроения относительно осуществления военными государственного переворота.
В попытке разрядить напряженность вокруг позиции армии и держать вооруженные силы подальше от столкновения с демонстрантами, генерал Карабаги заявил, что армия не будет осуществлять переворот, потому что армия является «гарантом Конституции, и правительства», чья обязанность заключается в поддержании общественного порядка. Он также объявил, что все военные преступники будут «сурово наказаны». В общем, генерал Карабаги призвал всех военнослужащих к „выполнению своих служебных обязанностей“ с твердой решимостью, с дисциплиной и моральным духом патриотизма и преодолением эмоциональности, воздерживаясь от любых действий, которые могли бы противоречить уставу военного командования и их непосредственных обязанностей».
С призывом к вооруженной борьбе выступило и руководство партии «Туде». В заявлении, распространенном в Париже, ЦК НПИ обратилось к Хомейни, Талегани, Кариму Санджаби и другим руководителям оппозиционных сил с призывом создать Объединённый фронт освобождения Ирана, который стал бы центром по руководству восстанием.
Усиление влияния левых, распространение их идей среди рабочих, служащих, студентов, рост революционной самодеятельности и консолидация различных отрядов антишахского движения весьма обеспокоили исламских лидеров. Тон ей задал сам Хомейни, заявив: «Между нами и марксистами не существует никаких связей, мы — религиозные люди и верим в существование единого бога. Марксистская же теория отрицает религию, является атеистической. Нельзя быть одновременно мусульманином и марксистом. В стране, где свыше 30 миллионов мусульман хотят жить по канонам ислама, я не вижу опасности вмешательства марксистов. Все слухи о проникновении марксизма в нашу страну мы рассматриваем как враждебную пропаганду». А аятолла Садик Рохани категорически отверг утверждение о том, что коммунисты участвуют в исламском движении. Пытаясь создать впечатление, будто левые силы в Иране действуют по указке СССР, аятолла Рохани добавил, что, «если Москва попытается вмешаться во внутренние дела Ирана, она получит такой же отпор, как и США».
Сходные с исламскими лидерами позиции занимали и светские деятели. Так, Садек Готбзаде, человек из ближайшего окружения Хомейни, вполне откровенно высказался по проблеме левых: «Если мы потерпим поражение в результате военного переворота, то довод левых о том, что нам нужны деньги, оружие и помощь извне, станет весомым. В этом случае коммунисты могут выдвинуться на первый план. Вот в чём состоит главная опасность». В то же время подобное заявление было своеобразной формой давления на военных. Готбзаде как бы давал понять военным, что их враждебная и неуступчивая позиция по отношению к оппозиционным светским и религиозным деятелям может иметь опасные последствия и привести к усилению их общего врага — левых. Практически это был призыв к военным пойти на компромисс перед лицом левой опасности.
Заявления высших религиозных деятелей по вопросу о деятельности левых сил служили для их последователей руководством к действию. Подстрекаемые муллами, религиозные фанатики срывали листовки левых движений и организаций, замазывали их лозунги, написанные на стенах, избивали тех демонстрантов, кто осмеливался провозглашать левые лозунги, разгоняли организуемые левыми митинги и шествия, нападали на студенческие демонстрации, рвали их плакати и транспаранты. Группа студентов Тегеранского университета вынуждена была обратиться к аятоллам Хомейни и Талегани с письмом, в котором описывала случаи нападения подстрекаемых муллами толп на студенческие митинги и демонстрации и указывала на опасность установления новой диктатуры.
В конце января 1979 года под давлением непрекращавшихся массовых протестов премьер-министр Ирана дал согласие на возвращение в страну Хомейни, что означало конец краткосрочного правления Бахтияра. Вернувшись из многолетней эмиграции в страну 1 февраля, Хомейни вновь объявил кабинет Бахтияра нелегитимным. 5 февраля 1979 года Хомейни сформировал параллельное правительство, назначив Мехди Базаргана премьер-министром временного исламского революционного правительства. У доктора Бахтияра оставалось мало места для манёвра и мало союзников.
11 февраля правительство Бахтияра и шахский режим рухнули после того, как Высший военный совет Ирана под начальством начальника Генштаба генерала Аббаса Карабаги объявил «нейтралитет армии в нынешних политических спорах… с целью предотвращения дальнейших беспорядков и кровопролития».
В апреле 1979 года Шапур Бахтияр вновь — теперь уже навсегда — покинул Иран и поселился во Франции.

## Французское изгнание и серия покушений
Вскоре после революции аятолла Садек Хальхали, председатель Исламского революционного суда, объявил прессе, что членам семьи Пехлеви и бывшим должностным лицам шаха, включая Шапура Бахтияра был вынесен смертный приговор.
14 мая 1979 года Хальхали в интервью иранской газете «Кейхан» заявил о своем намерении устранить «коррупционеров на земле». Заявив, что «те, кто покинул Иран после революции, считаются настоящими преступниками» и «заслуживают смертную казнь», аятолла Хальхали назвал доктора Бахтияра среди лиц, которым было адресовано это замечание.
В июле 1979 года Шапур Бахтияр прибывает в Париж, где ему было предоставлено политическое убежище. Бахтияр публично высказался против создания Исламской республики, охарактеризовав аятоллу Хомейни как «невежественного, некультурного, ограниченного и упрямого человека».
Заявив о своих правах на лидерство анти-хомейнистской оппозиции, Бахтияр создал в Ираке радиостанцию «Радио Иран», которую использовал для критики режима аятоллы Хомейни. Бахтияр пытался дистанцироваться от роялистских организации, чтобы не быть тесно связанным с какой-либо из них, хотя и продолжал призывать к восстановлению конституционной монархии.
В середине сентября 1979 года Бахтияр организовал митинг против Хомейни в Лондоне, на котором заявил, что не откажется от своей борьбы, пока Хомейни не будет отстранен от власти.
В августе 1980 года в Париже Бахтияр возглавляет Национальное движение сопротивления Ирана, которое боролось с Исламской республикой у него на родине. В сентябре 1980 года в Париже состоялось совещание разных направлений иранской политэмиграции. Участвовали генерал Голям Али Овейси, дипломат Ардешир Захеди, последний шахский премьер Шапур Бахтияр и представитель либеральных кругов профессор Хушанг Нахаванди. Эта встреча была замечена в СССР и названа «сговором шахского генералитета, крупной буржуазии, либералов и соглашательской социал-демократии на контрреволюционной платформе». При этом отмечалось, что «Овейси и Захеди выступают за кровавый военный переворот», тогда как Нахаванди и Бахтияр предпочитают политические методы борьбы. В то же время Бахтияр организовывал финансовую поддержку антихомейнистской боевой организации Азадеган генерала Бахрама Арьяны.

### Первое покушение (1980 г.)
В интервью журналу «L’Express», опубликованном в середине июня 1980 года, аятолла Хальхали заявил, что Бахтияр находится в его чёрном списке, и что за его убийство отвечает отряд коммандос.
Между 9 и 10 июля 1980 года при поддержке Бахтияра в Иране была предпринята неудачная попытка осуществления государственного переворота («Переворот Ноже»), в результате чего Исламская Республика вынесла ему смертный приговор. 18 июля Бахтияр перенёс попытку покушения в доме своего друга, в пригороде Парижа — Нёйи-сюр-Сен, совершенную группой из трех человек.
Террористы, представившись журналистами из «L’Humanité» успешно проложили путь мимо французских полицейских, расквартированных возле дома доктора Бахтияра, используя поддельные документы прессы. Примерно в 8:30 трое предполагаемых журналиста, вступили в дискуссию с двумя полицейскими, дежурившими у входа в дом Бахтияра. Один из полицейских проводил их в вестибюль, где другой офис отвечал за информирование Бахтияра о посетителях с помощью внутренней связи. Прежде чем он успел позвонить в квартиру Бахтияра, 25-летний полицейский Жан-Мишель Жамм был застрелен, и тяжело ранили в голову охранника Жоржа Марти. Один из журналистов заявил полицейскому, что страдает клаустрофобией и указывает, что предпочитает подняться по лестнице. Здесь он и достает пистолет «Беретта» с глушителем. На лестнице его встретил 22-х летний охранник Бернар Винья, который сказал, что посещения разрешены не раньше 9 часов утра. Террорист выстрелил в молодого полицейского, тяжело ранив его.
Террористы добралась до второго этажа, где находилась квартира Бахтияра, и по ошибке постучали в дверь его соседа. Они застрелил 45-летнюю Ивонну Штайн, как только она открыла дверь, а также ранили её сестру. Когда террористы наконец позвонили в дверь квартиры Бахтияра, двоюродный брат последнего, с подозрением отнесся к раннему посещению, закрыл двери на цепочку безопасности, прежде чем открыть её. Террористы выстрелили в дверную щель, но не смогли попасть в квартиру и выполнить свою миссию.
Группа террористов из пяти человек, возглавляемая ливанцем Анисом Наккашем, провалив задание, попытались скрыться с места происшествия, но были задержаны полицией на улице, когда они выходили из здания. Задержанными оказались: Анис Наккаш, Мохаммед Дженаб, Неджад Тебризи, Салах ад-Дин Эль-Каара и Фавзи Эль-Сатари.
По сообщениям, французские власти полагали, что А. Наккаш был связан с неустановленной палестинской разведывательной организацией, и впоследствии он признал, что был членом ФАТХ, прежде чем покинул её ряды в 1978 году, чтобы создать свою собственную «группу сопротивления».
Во время единственного слушания, на котором он присутствовал, глава группы террористов А. Наккаш заявил, что план убийства Бахтияра был основан на приговоре Исламского революционного трибунала Тегерана. Ответственность за покушение взяла на себя группа, называвшая себя «Пасдаран-и Ислам» («Стражи ислама»).
На следующий день после теракта в Париже «Пасдаран-и Ислам» выпустил коммюнике, в котором отмечалось, что аятолла Хомейни издал фетву, санкционировав казнь всех участников неудавшегося июльского переворота, — события, с которым доктор Бахтияр был тесно связан. Фетва гласила: «Тем, кто придерживался коррумпированной идеологии государственного переворота, их приговор — казнь. Нет никаких исключений. Никто не имеет права на помилование или снисхождение».
19 июля1980 года посольство Ирана в Париже выступило с заявлением министра иностранных дел Садека Готбзаде, в котором правительство Ирана дистанцировалось от данного инцидента. В заявлении отмечалось, что ранее неизвестный «Пасдаран-и Ислам» не имел никакого отношения к Корпусу стражей исламской революции, и осуждались попытки иностранных СМИ связать Исламскую Республику с такими заговорами.
«Le Figaro» (от 19 июля 1980 года) также упомянула о чёрном списке, в котором имя Бахтияра следовало за некоторыми родственниками бывшего шаха. Хальхали заявил: «Я послал за ним отряд спецназовцев, он не может убежать от нас». Более того, в интервью, данном газете «Le Monde» 1 декабря 1992 года, Анис Наккаш объяснил, что «в то время убийство бывшего премьер-министра при шахе было политической необходимостью и юридически оправданным».
На всех этапах судебного процесса террористы брали на себя ответственность за свои действия. Им было предъявлено обвинение в убийстве, слушания которого проходили с 5 февраля по 10 марта 1982 года. Обвиняемые отказались присутствовать на судебном процессе (за исключением одного слушания), посчитав суд некомпетентным, поскольку, согласно им, «только Аллах им судья». Все задержанные были приговорены к пожизненному заключению, за исключением Фавзи Эль-Сатари, которого приговорили к 20 годам лишения свободы. Однако, 28 июля 1990 года, президент Франции Франсуа Миттеран помиловал террористов и их отправили в Тегеран.
Наккаш сказал Жан-Ив Шаперону, что их освобождение было частью сделки 1988 года с Ираном по освобождению трех французских заложников, удерживаемых группой шиитских ополченцев в Ливане:
«Сделку заключили тогдашний премьер-министр Франции Жак Ширак и министр внутренних дел Шарль Паскуа. Это должен был быть я и четыре моих товарища в обмен на Кауфманна, Картона и Фонтена. Во Франции у власти были и консерваторы, и социалисты. Это Ширак дал обещание, но только президент Миттеран мог объявить нам амнистию… Миттеран потребовал от Ширака официального запроса о нашем освобождении, который Ширак не хотел давать. Каждый хотел, чтобы ответственность за них несли другие».
Анис Наккаш был передан иранскими властями и немедленно доставлен в Тегеран в сопровождении двух сотрудников посольства Ирана в Париже. Семьям двух французских граждан, погибших в результате нападения были также выплачены Финансовые репарации, но Наккаш отказался сообщить, поступили ли эти деньги от правительства Ирана. Сообщалось, что в 2007 году Наккаш жил в Иране и работал бизнесменом.

### Второе покушение (1989 г.)
Вторая попытка убийства доктора Бахтияра была предпринята в 1989 году. В этом случае министерство разведки Ирана предприняло попытку завербовать одного из собственных протеже Бахтияра, Фариборза Карими.
К Карими обратился бывший соратник Манучехр Акаше, чтобы с его помощью отравить бывшего шахского премьер-министра. Акаше работал на НАМИР сначала в Кувейте, а затем в Париже, где они с Карими стали хорошими друзьями. Осенью 1989 года Акаше попросил Карими встретиться с ним в Германии.
Карими обсудил приглашение с доктором Бахтияром, после чего решил встретиться с Акаше, чтобы узнать, чего тот хочет. Карими поехал в Германию, где встретился с Акаше и двумя другими мужчинами, которые, по его мнению, были агентами иранской разведки. Двое мужчин неправдоподобно утверждали, что они продавцы икры.
В первый день Акаше попытался убедить Карими вернуться в Иран и выступить против доктора Бахтияра. На второй день Акаше предложил (настояв на том, чтобы Карими поклялся на Коране не раскрывать содержание их разговора), чтобы Карими убил доктора Бахтияра. Он сказал: «Они собираются убить его. Кто-то это сделает. Если вы хотите заработать немного денег, вы можете это сделать. Они предлагают 600 000 долларов, дом в Тегеране и все, что угодно».
На третий день Карими позвонил напрямую Али Фаллахиан, тогда ещё заместитель Мохаммада Рейшахри в министерстве разведки, и призвал его принять это задание. Карими дали небольшой пузырек, наполовину наполненный белым порошком, и велели «смешать его с водкой Бахтияра». В 1994 году Карими рассказал «Los Angeles Times»: «[вербовщик] сказал… он бесцветный. Никто не узнает. Они подумают, что у него был инсульт».
Следуя совету доктора Бахтияра оставаться в стороне и уклоняться от обязательств, Карими не отказался полностью от предложения. Доктор Бахтияр посоветовал Карими: «Что бы он ни предлагал, не говорите ничего положительного или отрицательного». По возвращении из Германии Карими пробыл в доме доктора Бахтияра более месяца, прежде чем наконец переехать обратно в свою парижскую квартиру. Вскоре после этого он получил анонимный телефонный звонок, в котором ему велели дождаться звонка от Хоссейна в установленное время в общественном телефоне рядом с его домом. Карими сделал, как ему было сказано, и ответил на звонок. Он узнал голос Хоссейна как голос Ходжат-оль-ислам Али Фаллахиана, который настаивал на том, чтобы он закончил работу.
Карими не собирался доводить дело до конца и, опасаясь за свою жизнь, публично осудил доктора Бахтияра и попытался дистанцироваться от «Национального движения сопротивления Ирана». Затем он переехал в Лондон и попытался скрыться из виду, но Фаллахиан в конце концов выследил его. Карими сбежал в Канаду, а затем в Соединённые Штаты, где ему было предоставлено политическое убежище.

### Убийство Шапура Бахтияра
6 августа 1991 года убийцы преуспели — Шапур Бахтияр и его секретарь, Соруш Катибех, были убиты тремя нападавшими в своём доме. Следствие установило, что он был убит ножом для резки хлеба, лежавшим невдалеке от трупа и сохранившим характерные следы крови. Тело Бахтияра было обнаружено лишь спустя, как минимум, 36 часов с момента смерти, несмотря на усиленную охрану полиции. Убийцы проникли в дом предъявив охранникам удостоверения личности (видимо, подложные). Двум из трёх киллеров удалось вернуться в Иран. Третий, Али Вакили Рад, был арестован в Швейцарии, вместе с возможным сообщником, Зеялом Сахради — внучатым племянником президента Ирана Хашеми Рафсанджани. Оба были экстрадированы во Францию. Вакили Рад, в декабре 1994 года, был приговорён к пожизненному заключению, Сахради — оправдан.
19 мая 2010 года Вакили Рад был досрочно освобождён, отсидев 16 лет в тюрьме, и вернулся в Иран, где официальные лица встретили его как героя.
Шапур Бахтияр был погребён на парижском кладбище Монпарнас.
В 2020 году газета The Washington Post сообщила, что об убийстве Бахтияра американские разведслужбы узнали на следующие сутки, перехватив и расшифровав серию телеграмм, которые иранская разведка направила в иранские посольства по закрытым каналам. Во всех этих телеграммах был вопрос «Мёртв ли Бахтияр?».
Обращает на себя внимание тот факт, что спустя несколько часов после гибели Бахтияра, в Ливане был отпущен на свободу британский заложник, предположительно «Хезболлой», но вместо него был захвачен — французский.. В среде иранской диаспоры бытовало мнение о французской причастности к смерти Бахтияра. Случай с заложником заставляет усомниться в правомерности этих предположений. Хотя, возможно, между двумя этими событиями связи и нет.
В интервью британскому журналисту Роберту Фиску в октябре 1991 года А. Наккаш признал свою роль в покушении и объяснил причины нападения на доктора Бахтияра, что, по всей видимости, подтверждает заявление аятоллы Хальхали для журнала «L’Express»: «Лично я не питал к Бахтияру никаких чувств, это было чисто политическое. Он был приговорен к смертной казни Иранским революционным трибуналом [так в оригинале]. Они послали пятерых из нас, чтобы казнить его … Я приехал, чтобы установить контакты с иранскими противниками шаха в Бейруте и Тире. Так я оказался вовлеченным в иранскую революцию. Я пришел к убеждению, что революцию нужно охранять и защищать … В случае с Бахтияром я почувствовал опасность государственного переворота, подобного тому, который был направлен против Мосаддыка. Вот почему мы решили его убить. Ему был вынесен смертный приговор, который должен был быть приведен в исполнение. Бахтияр возглавил заговор с целью совершения переворота против революции и возвращения в Иран».

## Сочинения
При жизни Бахтияр опубликовал две книги — «Ma Fidélité» на французском, и «37 дней после 37 лет» на фарси. Обе содержат воспоминания о жизни и политической карьере до Исламской революции, взгляды автора на общество и политиков эры Пехлеви, описание волнений и беспорядков, приведших к падению монархии.

## Цитаты
Говоря о беспорядках в разгар революции: 
Если каждый может свободно говорить всё что захочет, то это зовётся демократией. Но если каждый будет делать то, что захочет, то это даже не анархия. Ни одно правительство в мире не может принять подобные вещи.